# Дженнер, Кейтлин
Ке́йтлин Мари́я Дже́ннер (англ. Caitlyn Marie Jenner, род. 28 октября 1949, Маунт-Киско, Нью-Йорк, США) — американская телезвезда.
В прошлом — Уи́льям Брюс Дже́ннер (англ. William Bruce Jenner), спортсмен-легкоатлет. Брюс Дженнер получил международную известность как десятиборец, завоевав золотую медаль на Панамериканских играх в 1975 году и Олимпийских играх 1976 года в Монреале, установив мировой рекорд. Позже снимался в различных телефильмах и передачах.
Дженнер с юности страдала от гендерной дисфории, вследствие чего начала гормональную заместительную терапию, которую прервала после брака с Крис Дженнер (урожд. Хоутон, ранее Кардашьян). Брак с ней длился на протяжении 23 лет. В 2007 году супруги вместе со своими детьми участвовали в реалити-шоу «Семейство Кардашьян».
После развода с женой в 2015 году Дженнер совершила каминг-аут как трансгендерная женщина по имени Кейтлин и сообщила о переходе к использованию местоимения «она». Ряд новостных изданий называли Кейтлин Дженнер самым известным трансгендерным человеком в мире.

## Биография

### Спортивная карьера
В юности Дженнер занимался американским футболом, но из-за травмы колена был вынужден перейти в десятиборье. Куратор Дженнер в университете Грейсленд, тренер по лёгкой атлетике Л. Д. Уэлдон, был первым человеком, который распознал его спортивный потенциал и посоветовал ему серьёзно заниматься десятиборьем. Дженнер дебютировал в десятиборье в 1970 году на соревнованиях в Де-Мойне (штат Айова), где занял пятое место.
На Олимпийских играх 1972 года в Мюнхене Дженнер занял 10-е место в десятиборье среди мужчин и второе место среди мужчин-неевропейцев после соотечественника Джефа Беннетта. После окончания университета Дженнер работал в страховой компании по ночам, а днём тренировался. В эпоху, когда олимпийские спортсмены не могли быть профессионалами, такой режим тренировок был беспрецедентным.
В 1974 году Дженнер выиграл национальные мужские соревнования по десятиборью и появился на обложке августовского выпуска журнала «Трэк энд филд ньюс», посвящённого лёгкой атлетике. В 1975 году Дженнер также победил в национальном чемпионате Франции.
В августе 1975 года в Юджине (штат Орегон) он установил мировой рекорд в десятиборье среди мужчин (8524 очка), превзойдя достижение советского легкоатлета Николая Авилова на Олимпиаде в Мюнхене. В июне 1976 года в том же Юджине Дженнер обновил свой мировой рекорд (8538 очков). Согласно современным правилам подсчёта очков, оба рекорда Дженнер в Юджине уступают достижению Авилова в Мюнхене. Через месяц на Олимпийских играх в Монреале уверенно выиграл золото среди мужчин с очередным мировым рекордом (8618 очков), более чем на 200 очков опередив серебряного призёра. Это достижение Дженнер было выше результата Авилова и по современным правилам. В 1976 году Дженнеру было присвоено звание национального героя США.
В конце Олимпийских игр в Монреале Дженнер взял американский флаг из рук зрителя и пронёс его во время круга почёта, положив начало традиции, которая теперь распространена среди спортсменов.
Благодаря своей победе на Олимпийских играх, Дженнер стал в США национальным героем, получив в 1976 году приз Джеймса Салливана как лучший мужчина спортсмен-любитель в США и звание мужчины спортсмена года по версии агентства «Ассошиэйтед Пресс».
Мировой рекорд у Брюса Дженнера отобрал британец Дейли Томпсон в мае 1980 года. Рекордом США Дженнер владел до 1991 года, когда его побил Дэн О’Брайен.

### Карьера в кино и на телевидении
В 1980 году Дженнер снялся в фильме «Музыку не остановить». За свою роль Дженнер был номинирован на первую антипремию «Золотая малина» за худшую мужскую роль. Дженнер премию не получил (ещё хуже был признан Нил Даймонд в фильме «Певец джаза»), но сам фильм «Музыку не остановить» получил премию как худший фильм.
Телевизионная карьера была более успешной. Он снялся в нескольких телефильмах, сериалах CHiPs и Learn To Read, участвовал в телеиграх и реалити-шоу. Начиная с 2007 года, Дженнер участвовал в реалити-шоу «Семейство Кардашьян» вместе со своей женой Крис, приёмными детьми Кортни, Ким, Хлои и Робом и дочерьми Кайли и Кендалл. Второй сезон передачи привлёк в среднем 1,6 миллиона зрителей.
В октябре 2015 года журнал Glamour назвал Дженнер уже как одну из женщин года.
В марте 2021 года Кейтлин приняла участие в 5 сезоне телепроекта "Певец в Маске" в маске Феникса. Выбыла во 2 выпуске.

## Личная жизнь и политические взгляды
Брюс Дженнер состоял в браке трижды:
Первая жена — Кристи Скотт (урождённая Крауновер) (с 1972 по 1981 год), в браке родились сын Бёртон Уильям (1978) и дочь Кассандра.
Вторая жена (брак был заключён сразу после развода с Кристи) — 30-летняя актриса Линда Томпсон, бывшая подруга Элвиса Пресли. У пары родились два сына: Брэндон и Сэм Броди. Томпсон и Дженнер развелись в середине 1980-х годов.
Третья жена — Крис Кардашьян в августе 1991 года. В 1995 и 1997 годах у них родились две дочери: Кендалл Николь и Кайли Кристен. В 2015 году Крис и Дженнер развелись.

### Трансгендерность
В конце апреля 2015 года 65-летний Брюс Дженнер дал интервью, в котором сделал каминг-аут как трансгендерная женщина. Она рассказала, что с юности страдала от гендерной дисфории, много лет практиковала кроссдрессинг и начала гормональную заместительную терапию в 1980-х годах, но прервала её, когда встретил свою будущую жену Крис. В июне 2015 года Дженнер публично заявила о смене имени на Кейтлин и о том, что теперь использует местоимение «она». Её трансгендерный переход стал темой 8-серийного документального фильма «Я Кейт» (I Am Cait) на телеканале E!, получившего положительные отзывы критиков и юмористически описан в серии South Park «Stunning and Brave». В рамках перехода Кейтлин прошла некоторые косметические хирургические процедуры и завершила процесс, перенеся последнее хирургическое вмешательство в январе 2017 года.

### Убеждения
Кейтлин — христианка, придерживается консервативных политических взглядов и поддерживает Республиканскую партию.
В июле 2017 года Дженнер объявила, что она рассматривает возможность участия в избирательной гонке 2018 года в Сенат США, чтобы представлять Калифорнию.